# 小泉博 (技術者)
小泉 博（こいずみ ひろし）は、日本の放送技術者。毎日放送（MBS）元常務取締役・技術局長。元総務省情報通信審議会通信技術分科会ITU-R部会放送業務委員会構成員。学校法人常翔学園監事。

## 略歴
1970年大阪工業大学工学部電子工学科（現：電子情報システム工学科）卒業。同年、毎日放送（MBS）に技術職として入社。テレビカメラマンから制作技術まで経験し、名物クイズ番組「アップダウンクイズ」等の技術プロデューサーを歴任後、常務取締役 兼 技術局長。2007年総務省情報通信審議会情報通信技術分科会ITU-R部会放送業務委員会構成員。2011年毎日放送退局。2012年学校法人常翔学園監事。